# Dichrostachys cinerea
Dichrostachys cinerea és una espècie de planta nativa del Vell Món, on existeix a Àfrica, l'Índia, Sud de Tailàndia, Malàisia. En el nord d'Austràlia la hi ha considerat com nativa, però pot tractar-se de D. spicata. A Amèrica va ser introduïda en el sud dels Estats Units, Cuba, L'Espanyola i en les illes franceses de Guadalupe, Antilles i Martinica. S'han descrit nou subespècies i tretze varietats.